# Bomba de càrrega

Bomba de càrrega de dues etapes amb alimentació de tensió CC i senyal de control de la bomba S _{0}

Bomba de càrrega Dickson amb díodes

Bomba de càrrega Dickson amb MOSFET

Bomba de càrrega PLL

Una bomba de càrrega és un tipus de convertidor de CC a CC que utilitza condensadors per emmagatzemar càrrega energètica per augmentar o reduir la tensió. Els circuits de bomba de càrrega són capaços d'eficiències elevades, de vegades fins al 90-95%, tot i que són circuits senzillament elèctrics.

## Descripció
Les bombes de càrrega utilitzen algun tipus de dispositiu de commutació per controlar la connexió d’una tensió d’alimentació a través d’una càrrega a través d’un condensador. En un cicle de dues etapes, a la primera etapa es connecta un condensador a través del subministrament, carregant-lo a la mateixa tensió. A la segona etapa, el circuit es torna a configurar de manera que el condensador estigui en sèrie amb el subministrament i la càrrega. Això duplica la tensió a través de la càrrega: la suma de l'alimentació original i les tensions del condensador. La naturalesa palpitant de la sortida commutada de més tensió sovint es suavitza mitjançant l'ús d'un condensador de sortida.
Un circuit extern o secundari condueix la commutació, normalment a desenes de quilohertz fins a diversos megahertzs. L'alta freqüència minimitza la quantitat de capacitat necessària, ja que cal emmagatzemar i carregar menys càrrega en un cicle més curt.
Les bombes de càrrega poden doblar tensions, triples voltatges, reduir a la meitat, invertir tensions, multiplicar fraccionalment o escalar tensions (com × 3/2, × 4/3, × 2/3, etc.) i generar tensions arbitràries alternant ràpidament entre modes, depenent del controlador i de la topologia del circuit.
S'utilitzen habitualment en aparells electrònics de baixa potència (com ara els telèfons mòbils) per augmentar i reduir tensions per a diferents parts del circuit, reduint al màxim el consum d’energia controlant amb cura les tensions d’alimentació.
El terme bomba de càrrega també s'utilitza habitualment en circuits de bucle de bloqueig de fase (PLL) tot i que no hi ha cap acció de bombament implicada a diferència del circuit comentat anteriorment. Una bomba de càrrega PLL no és més que una font de corrent commutada bipolar. Això significa que pot generar impulsos de corrent positius i negatius al filtre de bucle del PLL. No pot produir voltatges superiors o inferiors als seus nivells de subministrament de potència i terra.

## Aplicacions
- Una aplicació comuna per als circuits de bomba de càrrega és als commutadors de nivell RS-232, on s'utilitzen per derivar tensions positives i negatives (sovint +10 V i −10 V) d’un sol rail d’alimentació de 5 V o 3 V.
- Les bombes de càrrega també es poden utilitzar com a controladors LCD o LED blancs, que generen tensions de polarització elevades a partir d’un sol subministrament de baixa tensió, com ara una bateria.
- Les bombes de càrrega s'utilitzen àmpliament en memòries NMOS i microprocessadors per generar un voltatge negatiu "VBB" (aproximadament −3 V), que està connectat al substrat. Això garanteix que totes les unions N + fins al substrat es polaritzen inversament en 3 V o més, disminuint la capacitat de la unió i augmentant la velocitat del circuit.[1]
- S'ha utilitzat una bomba de càrrega que proporciona una pujada de tensió negativa en jocs compatibles amb NES que no tenen llicència de Nintendo per atordir el xip de bloqueig del Nintendo Entertainment System.[2]
- A partir del 2007, les bombes de càrrega s'integren a gairebé tots els circuits integrats de memòria flash i EEPROM. Aquests dispositius requereixen un pols d'alta tensió per "netejar" qualsevol dada existent en una cel·la de memòria concreta abans de poder escriure-la amb un valor nou. Els primers dispositius EEPROM i memòria flash necessitaven dues fonts d’alimentació: +5 V (per llegir) i +12 V (per esborrar). A 2007, la memòria flash i la memòria EEPROM disponibles al comerç només requereixen una font d'alimentació externa, generalment 1,8 V o 3,3 V. Un voltatge més alt, que s'utilitza per esborrar les cel·les, es genera internament mitjançant una bomba de càrrega integrada al xip.
- Les bombes de càrrega s'utilitzen en ponts H en controladors de banda alta per a la conducció de portes MOSFET i IGBT de potència de canal n de costat alt. Quan el centre d'un mig pont es baixa, el condensador es carrega a través d'un díode, i aquesta càrrega s'utilitza per conduir posteriorment la porta del FET de la banda alta uns quants volts per sobre de la tensió de la font per encendre'l. Aquesta estratègia funciona bé, sempre que el pont es commuti regularment i eviti la complexitat d’haver d’executar una font d’alimentació independent i permeti utilitzar els dispositius de canal n més eficients per a tots dos commutadors. Aquest circuit (que requereix la commutació periòdica del FET de la banda alta) també es pot anomenar circuit "bootstrap", i alguns diferenciarien entre això i una bomba de càrrega (que no requeriria aquest canvi).
- Circuit de desviació vertical en monitors CRT. Amb l'ús d'ic TDA1670A per exemple. Per aconseguir la màxima desviació, la bobina CRT necessita ~ 50v. El truc de la bomba de càrrega de la línia d’alimentació de 24 v elimina la necessitat d’un altre voltatge.